# Maurice Bloomfield
Maurice Bloomfield (Bielsko-Biała, 23 febbraio 1855 – San Francisco, 12 giugno 1928) è stato un indologo e glottologo statunitense.

## Biografia
Bloomfield nacque a Bielitz (in polacco: Bielsko), allora appartenente alla Slesia austriaca, oggi in Polonia.
Nel 1867 si trasferì con la famiglia negli Stati Uniti e dieci anni dopo si laureò presso la Furman University di Greenville, nella Carolina del Sud. Studiò poi il sanscrito all'Università di Yale, dove ebbe come insegnante W. D. Whitney. 
Successivamente divenne professore presso l'Università Johns Hopkins di Baltimora. Nel 1881, dopo un soggiorno di due anni a Berlino e Lipsia, l'università lo promosse professore di sanscrito e di filologia comparata. 
Nel 1896 l'Università di Princeton gli conferì il titolo di Legum Doctor (dottore in legge).
Nel 1926 fu presidente della Linguistic Society of America.